# Старр, Стивен Фредерик
Стивен Фредерик Старр (24 марта 1940) — американский эксперт по России и Евразии. Также известный джазовый музыкант-кларнетист. В течение 11 лет был президентом колледжа Оберлин.
Основатель и председатель Института Центральной Азии и Кавказа; свободно говорит на русском, автор и редактор 20 книг и более 200 статей по российской и евразийской тематике. Специалист по Афганистану, Центральной Азии, Кавказу, России и остальной части бывшего Советского Союза. Занимается проблемами развивающихся стран в области энергетики и окружающей среды, Ислама, культуры, права, и нефтяной политики.
Работал советником по России и Евразии при трех президентах США. Был председателем группы, созданной правительством США для изучения проблем центрально-азиатского региона. В 1999 году участвовал в разработке первой комплексной стратегической оценки Центральной Азии, Кавказа и Афганистана для Объединённого комитета начальников штабов. Принимал участие в разработке законодательства, касающегося вышеуказанного региона.
Профессор школы Пол Х. Нитце перспективных международных исследований при университете Джонса Хопкинса.

## Биография

### Ранние годы
Родился 24 марта 1940 года в семье североамериканских археологов. С молодости увлекся исследованием археологических памятников по всему округу Гамильтон штата Огайо. В 1958 году результаты его исследования доисторического кургана коренных американцев были опубликованы Историческим и философским обществом штата Огайо, а в 1960 — Музеем естественной истории Цинциннати. Старр получил степень бакалавра искусств в Йельском университете в 1962 году. Был членом общественного и литературного братства Сент-Энтони Холл.

Впоследствии Старр получил степень магистра в Королевском колледже Кембриджского университета, а затем степень доктора философии по истории в Принстонском университете.

### Научная карьера
В 1962 получил степень бакалавра гуманитарных наук в Йельском университете и доктора философии по истории в Принстонском университете.
Исследовательскую работу начал как археолог в Турции в 1974 году и затем в Институте перспективных русских исследований Кеннана. Был вице-президентом Тулейнского университета с 1979 по 1982, и проректором с 1980 по 1981.
Был 12-м по счету президентом колледжа Оберлин (1983—1994). Нанят после общенационального поиска, Старра академических и музыкальных достижений, предвещает его руководство оба колледжа и колледжа Оберлин консерватории. . Президентство Старра было отмечено конфликтами со студентами по вопросу снижения контактов с Южной Африкой и планами Старра превратить Оберлин в «Гарвард на Среднем Западе».
В результате обострения конфликтов в марте 1993 года подал в отставку с поста президента колледжа.
С 1994 по 1996 президент Института Аспена.
Вступил в Американский совет по внешней политике в качестве почетного члена по Евразии в январе 2017 года.

### Участие в проектах
Институт Центральной Азии и Кавказа, председателем которого является Старр, совместно с фондом Дональда Рамсфельда Rumsfeld Foundation, финансирует ежегодный региональный форум CAMCA.
Старр является членом Всемирного общества по изучению, сохранению и популяризации культурного наследия Узбекистана. В 2018 году совместно с председателем Всемирного общества Фирдавсом Абдухаликовым, научным руководителем Проекта Эдвардом Ртвеладзе, а также представителем ЮНЕСКО в Узбекистане Марией дель Пилар Альварез Ласо, участвовал в презентации ряда томов серии «Культурное наследие Узбекистана в собраниях мира».
В 2020 году в ходе IV международного Конгресса «Культурное наследие Узбекистана — фундамент нового Ренессанса» Старр раскритиковал неграмотную реставрацию архитектурных памятников в стране и предложил реконструировать их виртуально.

### Музыка
В 1980 году, работая в колледже Тулейна, Старр, в попытке сохранить новоорлеанский джаз, организовал джазовый ансамбль под названием Louisiana Repertory Jazz Ensemble, в котором сам играл на кларнете. Репертуар ансамбля состоит из стандартов классического джаза 1930-х годов. Коллектив известен как в США, так и в Европе. Группа выступала по всей территории США, Франции и бывшего Советского Союза. Историк джаза Эл Роуз назвал коллектив «самой аутентичной группой на современной сцене».
Согласно информации, данной Александром Дугиным, Старр одно время даже играл в «Поп-механике» Сергея Курехина, с которым у Дугина были дружеские отношения: «Представляете себе, — писал А. Дугин, — один из теоретиков атлантизма уровня Бжезинского играл в „Поп-механике“, поскольку он джазмен!».

## Критика
Книга The Guns of August 2008 о грузино-российской войне 2008 г., соредактором которой выступал Старр, подвергалась критике за отсутствие беспристрастности.
Является идеологом концепции США «Большая Центральная Азия», которую противопоставляют китайской концепции «Нового Шелкового пути» и российской концепции «Большой Евразии».

## Награды
- Орден «Дружба» (13 сентября 2021 года, Азербайджан) — за особые заслуги в развитии политических и научных связей между Азербайджанской Республикой и Соединёнными Штатами Америки[21].
- Орден «Дустлик» (29 августа 2019 года, Узбекистан) — за большие заслуги в укреплении и развитии всесторонних взаимовыгодных отношений между Узбекистаном и США, значимый вклад в проведение глубоких научных исследований, создание на их основе ряда фундаментальных трудов по истории и культуре узбекского народа, активную деятельность, направленную на широкое информирование зарубежной общественности о сути, значении и масштабах осуществляемых в стране политических, экономических и социальных реформ[22].
- Памятный знак «Узбекистон Республикаси мустакиллигига 20 йил» (26 августа 2011 года, Узбекистан) — за активную и плодотворную деятельность по развитию двустороннего и многостороннего торгово-экономического, инвестиционного, культурного, научно-образовательного сотрудничества с Узбекистаном и в связи с двадцатой годовщиной независимости Республики Узбекистан[23].